# Liste der Monuments historiques in Brigueil-le-Chantre
Die Liste der Monuments historiques in Brigueil-le-Chantre führt die Monuments historiques in der französischen Gemeinde Brigueil-le-Chantre auf.

## Liste der Bauwerke
| Bezeichnung       | Beschreibung              | Standort | Kennzeichnung | Schutzstatus | Datum | Bild |
| ----------------- | ------------------------- | -------- | ------------- | ------------ | ----- | ---- |
| Kirche St-Hilaire | Erbaut im 13. Jahrhundert | (Lage)   | PA00105365    | Inscrit      | 1937  |      |

## Liste der Objekte
- Monuments historiques (Objekte) in Brigueil-le-Chantre in der Base Palissy des französischen Kultusministeriums